# آنتونیو نگری
آنتونیو نِگری (ایتالیایی: Antonio "Toni" Negri؛ زادهٔ ۱ اوت ۱۹۳۳ – درگذشتهٔ ۱۶ دسامبر ۲۰۲۳) فیلسوف مارکسیست اسپینوزیست، استاد علوم سیاسی در دانشگاه پاریس و دانشگاه پادووا در رم بود. او از رهبران جنبش‌های چپ رادیکال و ضد جهانی شدن بود. نگری در ایتالیا رهبری جنبش نیروی کارگر را بر عهده داشت که برخی از اعضای آن به مبارزه مسلحانه روی آوردند و خودِ نگری نیز متهم به ۱۰ قتل نفر و همکاری در آدم‌ربایی و قتل آلدو مورو، نخست‌وزیر وقت ایتالیا و رهبر حزب دموکرات مسیحی ایتالیا شد. او سال‌ها در زندان بود و پس از آن به فرانسه پناهنده شد.

## آغاز زندگی
آنتونیو نگری در ۱ اوت ۱۹۳۳ در پادووا در شمال ایتالیا و در نزدیکی ونیز زاده شد. پدر او از طبقه کارگر و یکی از بنیانگذاران حزب کمونیست ایتالیا در کنگره لیورنو در سال ۱۹۲۱ بود که برای جنبش کارگری این کشور کنگره‌ای سرنوشت‌ساز به شمار می‌رفت.
پدر آنتونیو به دلیل فعالیت‌های سیاسی به دست فاشیست‌ها دستگیر شد و در سال ۱۹۳۶ درگذشت. پس از مرگ پدر، مادر آنتونیو به تنهایی، او را به همراه دو فرزند دیگر بزرگ کرد.
نگری در جوانی در دوران کوتاهی با شعبه حزب سوسیالیست ایتالیا در شهر پادووا در ارتباط بود. دیدار او از کیبوتص‌های اسرائیل در سال‌های ۱۹۵۴ و ۱۹۵۵ و زندگی در آنها باعث گرویدن نگری به کمونیسم شد.
آنتونیو نگری دوران تحصیلات عالی را با موفقیت درخشان در دانشگاه پادووا به پایان رساند. پس از آن در اوایل دهه ۱۹۶۰ میلادی به کار تدریس به عنوان استاد فلسفه در همان دانشگاه پرداخت و همزمان عازم سفرهای متعدد به کشورهای مختلف به ویژه شمال آفریقا و خاورمیانه شد.

## زندگی سیاسی
پس از قیام بوداپست در سال ۱۹۶۰ که موجب جدایی جناح چپ حزب کمونیست ایتالیا از جناح ارتدوکس این حزب (جریان چپ رسمی در ایتالیا) شد رهبران فکری این جنبش انقلابی مانند آنتونیو نگری و ماریو ترونتی که همچنان به آرمان‌های آنتونیو گرامشی وفادار بودند، در نشریه‌ای به نام دفترچه‌های سرخ گرد هم آمدند. آنها در پی ایجاد جریانی مستقل و رزمنده برآمدند که بعدها ورکریسم یا اتونومیسم نام گرفت.
نگری در دهه‌های ۱۹۶۰ و ۱۹۷۰ با رهبری جنبش‌های «نیروی کارگر» و سپس «خودمختاری کارگر» الهام‌بخش مبارزات سیاسی بود. نگری و همفکران او در تورین و میلان با اتحادیه‌ها و حزب کمونیست مبارزه می‌کردند. خود او در ونیز (جایی که مدتی در آن ساکن بود) به کارگران برای ایجاد سازمان خاص خود کمک کرد.
نگری و جریان اتونومیسم با محکوم کردن حزب کمونیست ایتالیا، نه تنها سرمایه و دولت، بلکه احزاب چپ رسمی و پارلمانی این کشور را هم مورد انتقاد قرار دادند و در پی به چالش کشیدن همدستی این جریانات رسمی برآمدند. این رویکرد از نوعی طرح فکری نشئت می‌گرفت که نگری برای نجات مارکس از خوانش ارتدکس در ذهن داشت.

## خشونت و زندان
همزمان با ناآرامی‌های مه ۶۸ در فرانسه، نگری در ایتالیا رهبری جنبش نیروی کارگر را بر عهده داشت. برخی از اعضای این گروه به مبارزه مسلحانه روی آوردند و خودِ نگری نیز متهم به ۱۰ قتل نفر و همکاری در آدم‌ربایی و قتل آلدو مورو، نخست‌وزیر وقت ایتالیا و رهبر حزب دموکرات مسیحی ایتالیا شد. به همین دلیل در دانشگاه، به او لقب «استاد بد» دادند. زیرا منتقدان او معتقد بودند که او الهام‌بخش خشونت سیاسی در میان معترضان بود. خود نگری بعدها پذیرفت که با مواضع خشونت‌آمیز در چپ نزدیکی داشت. اما معتقد بود که انحراف ناشی از تلاش‌های سازمان مسلح چریکی بریگاد سرخ ایتالیا در جهت عدالت مردمی وحشتناک است. زیرا اعضای آن سازمان، ترور را به عنوان ابزاری برای مبارزه سیاسی مشروع می‌دانستند. در ۱۲ دسامبر ۱۹۶۹ بمبی که از سوی فاشیست‌ها کارگذاشته شده بود در میلان منفجر شد و در پی آن ۱۲ نفر به قتل رسیدند و کمونیست‌ها عامل انفجار معرفی شدند.
در ۷ آوریل ۱۹۷۹ بیش از ۱۵۰۰ نفر دستگیر شدند که نگری هم از جمله آنها بود. نگری متهم بود که رهبری مخفیانه شبکه‌ای تروریستی را بر عهده دارد. زمانی که او به همراه سه نفر دیگر در یک سلول زندان منتظر محاکمه به اتهام براندازی بود یکی از پرآوازه‌ترین کتاب‌های خود را نوشت که در قالب نامه‌هایی از زندان به یک دوست جوان در فرانسه بود. او از اتهام رهبری و سازماندهی فعالیت‌های تروریستی تبرئه شد. او از زمانی که در زندان بود برای مطالعه اسپینوزا سود برد.

## نمایندگی مجلس
در سال ۱۹۸۳ آنتونیو نگری با وجودی که هنوز محکومیت او ادامه داشت از جانب حزب رادیکال به نمایندگی مجلس ایتالیا برگزیده شد و متعاقب آن از زندان خارج شد. اما چند ماه بعد مجلس مصونیت قضایی او را لغو کرد. نگری به جای این که به زندان بازگردد با یک قایق ماهیگیری به فرانسه گریخت. دادگاه او را غیاباً محکوم کرد.

## در کنار دلوز، گتاری و فوکو
آنتونیو نگری در فرانسه، پشتیبانی از جنبش کارگری را رها کرد و به نظریه‌های میشل فوکو روی آورد. علاقه نگری به فوکو باعث آشنایی او با ژودیت رول مترجم آثار فوکو به زبان ایتالیایی و ازدواج با او شد.
آنتونیو نگری سرانجام در پاریس ماند و در کنار میشل فوکو، ژیل دلوز، و فلیکس گاتاری (Félix Guattari) عضو حلقه روشنفکران فرانسوی شد. در آن سال‌ها به کارهای نظری پرداخت و در باب ماهیت سرمایه و اقتدار مرکزی دولت و سرشت نیروهای دموکراتیک انقلابی همچون کارگران، شورشیان و فقرا پژوهش کرد.

## بازگشت به ایتالیا
نگری در سال ۱۹۹۷ به ایتالیا بازگشت. او در تلاش بود تا دولت را راضی کند که در مورد صدها نفری که به خاطر قضایای دهه ۱۹۷۰ در زندان و تبعید مانده بودند به راه‌حلی سیاسی تن دهد. اما موفق نشد و در عوض خودش هم به ۱۳ سال زندان محکوم شد.
در همین دوره زندان بود که توانست کتاب مهم خود امپراتوری را با مایکل هارت را که یکی از برجسته‌ترین کتاب‌های سده ۲۰ است کامل کند. نگری کتاب مهم دیگر خود بیشماران را نیز در همان زمان با همکاری مایکل هارت منتشر کرد. او در دهه‌های ۱۹۹۰ و ۲۰۰۰ به مرجع مجبوب جنبش‌های ضد جهانی شدن تبدیل شد.

## امپراتوری
نگری سرانجام پس از ۲۴ سال زندان و تبعید، در ۲۵ آوریل ۲۰۰۳ به صورت مشروط آزاد شد. او در سال ۲۰۰۰ با همکاری مایکل هارت کتابی را با عنوان امپراتوری منتشر کرد که منتقدان از آن به عنوان مانیفست تازه کمونیستی در دوران جهانی‌شدن سرمایه نام می‌برند. این کتاب همچنین با بحث‌ها و انتقادات زیادی مواجه شد. این کتاب یکی از پرفروش‌ترین کتاب‌های اروپا بود.
آنتونیو نگری در این کتاب، با بسط سیاسی تضاد سرمایه و کار در ساحت فلسفه سیاسی، از تضاد آنتاگونیستی دو قدرت در حال نبرد با عنوان «امپراتوری» و «انبوه خلق» بحث می‌کند. یکی از مهم‌ترین نقاط کانونی بحث هارت و نگری در این کتاب، تحول امپریالیسم و تبدیل آن به یک نظم جهانگستر یکدست با عنوان «امپراتوری» و در سوی مقابل فراگیرشدن فزاینده دامنه پرولتاریا و زایش یک سوژه سیاسی تازه به نام «انبوه خلق» است. این در واقع آغاز یک پروژه نظری، تحلیل و سیاسی بزرگ است که نزدیک به سه دهه ادامه می‌یابد. طی این دوره نگری، علاوه بر آثار مستقل و جالب توجه دیگر، همراه با فیلسوف سیاسی آمریکایی، مایکل هارت، آثار دیگری همچون انبوه خلق (۲۰۰۴)، جمهور (۲۰۰۹)، بیانیه (۲۰۱۳)، و اسمبلی (۲۰۱۷) را منتشر می‌کنند.

## سفر به ایران
نگری در ژانویه ۲۰۰۴ به ایران رفت و در مرکز بین‌المللی گفتگوی تمدن‌ها، خانه هنرمندان ایران، و دفتر انتشارات قصیده‌سرا سخنرانی کرد.

## درگذشت
نگری در ۱۶ دسامبر ۲۰۲۳ در سن ۹۰ سالگی در پاریس درگذشت.

## آثار
- مارکس فراتر از مارکس
- بیشماران
- ابداع اشتراک انسان‌ها

از وی تا کنون این آثار به فارسی ترجمه و منتشر شده‌است:
- امپراتوری، مایکل هارت و آنتونیو نگری، ترجمهٔ رضا نجف‌زاده، چ۱: نشر قصیده‌سرا، ۱۳۸۴، چ ۲: نشر آشیان، ۱۳۹۱.
- بازگشت به آینده، گزیدهٔ مقاله‌ها و مصاحبه‌ها، ژیل دلوز، آنتونیو نگری، مایکل هارت، ترجمهٔ رضا نجف‌زاده، تهران: انتشارات گام نو، ۱۳۸۵.
- انبوه خلق: جنگ و دموکراسی در عصر امپراتوری، مایکل هارت و آنتونیو نگری، ترجمهٔ رضا نجف‌زاده، تهران: نشر نی ۱۳۸۶.
- کار دیونیسوس: نقدی بر ساخت حقوقی دولت مدرن و پسامدرن، مایکل هارت و آنتونیو نگری، ترجمهٔ رضا نجف‌زاده، تهران: نشر نی، ۱۳۸۸.
- فضاهای جدید آزادی، خطوط جدید اتحاد، فلیکس گتاری و آنتونیو نگری، ترجمهٔ ایمان گنجی و کیوان مهتدی، تهران: نشر روزبهان، ۱۳۹۱.
- اعلامیه، مایکل هارت و آنتونیو نگری، ترجمهٔ پویا غلامی و پیمان غلامی، سایت عصب سنج، ۱۳۹۲.
- جنگ و دمکراسی در عصر امپراتوری، ترجمه دکتر منوچهر هزارخانی انتشارات: بنیاد رضایی‌ها پاریس ۲۰۰۴
- هنر و مالتیتود نه نامه دربارهٔ هنر، به همراه دگردیسی: هنر و کار غیرمادی، ترجمه فرهاد اکبرزاده، تهران: نشر چشمه، ۱۳۹۵.
- اسپینوزا و ما، ترجمهٔ فؤاد حبیبی و امین کرمی، انتشارات ققنوس، ۱۳۹۷.
- نابهنجاری وحشی؛ قدرت و متافیزیک اسپینوزا، ترجمهٔ سید محمد جواد سیدی، انتشارات دنیای اقتصاد، ۱۳۹۸.
- اسمبلی، مایکل هارت و آنتونیو نگری، ترجمهٔ فؤاد حبیبی، تهران: انتشارات نگاه، ۱۴۰۱.

## دربارهٔ نگری
- «آنتونیو نگری: مدرنیته و انبوه خلق»، تیموتی اس مورفی، ترجمهٔ فؤاد حبیبی، تهران: انتشارات نگاه، ۱۳۹۹.